# Piazza di Sant'Ignazio
Piazza di Sant'Ignazio är ett torg på gränsen mellan Rione Colonna och Rione Pigna i centrala Rom, uppkallat efter basilikan Sant'Ignazio. Torget och dess byggnader ritades av Filippo Raguzzini och uppfördes 1727–1728.

## Beskrivning
År 1727 anlitade Jesuitorden arkitekten Filippo Raguzzini för att strukturera piazzan framför basilikan Sant'Ignazio samt att vid denna piazza uppföra flerfamiljsbyggnader för borgarklassen. Dessa byggnader skulle hysa för jesuiterna inkomstbringande hyreslägenheter. Den del av de polygonala huskropparna som vetter mot kyrkan har en konkav fasad. Fasaddekorationen är tämligen spartansk. Förutom den tredje våningens fönsterpediment utgörs utsmyckningen i stort sett av horisontala och vertikala band i murputs samt små balkonger i smidesjärn. Raguzzini blev särskilt uppmärksammad för sin omfattande användning av stuck i stället för travertin eller marmor. I Rom hade man tidigare mycket sällan utsmyckat exteriören till denna typ av anspråkslös nyttoarkitektur. Fasaddekoration var i huvudsak förbehållen sakrala byggnader och aristokratins palats. De bakom hyreshusen dragna gatorna leder fotgängaren in på Piazza di Sant'Ignazio i sned vinkel. Traditionellt sett hade gator dragits i rät vinkel mot piazzor av den här digniteten.
Konsthistorikern Nina A. Mallory ser Piazza di Sant'Ignazio som ett tydligt exempel på stadsplanekonst. Hon menar att hyreshusens dekorativa fönsterramar, balkonger, den vertikala betoningen av fönsterplaceringen samt de omgärdande banden i murputs helt är i enlighet med det romerska rokokoidiomet. Då Raguzzinis uppdrag till stor del innebar att i så stor utsträckning som möjligt öppna upp piazzan, hävdar Mallory, att slutresultatet uppvisar byggnadskropparnas scenografiska karaktär. Hon anser att Raguzzini flyttar åskådarens uppmärksamhet från basilikan Sant'Ignazios fasad till de polygonala huskropparna och dessas konkava fasader.

## Bilder

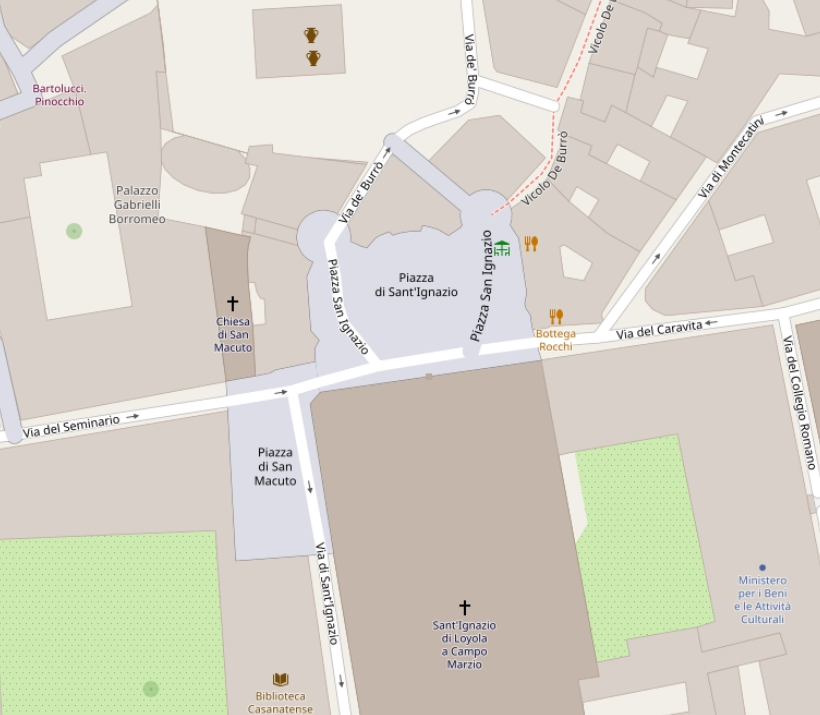
Piazza di Sant'Ignazio på en karta från år 2022.
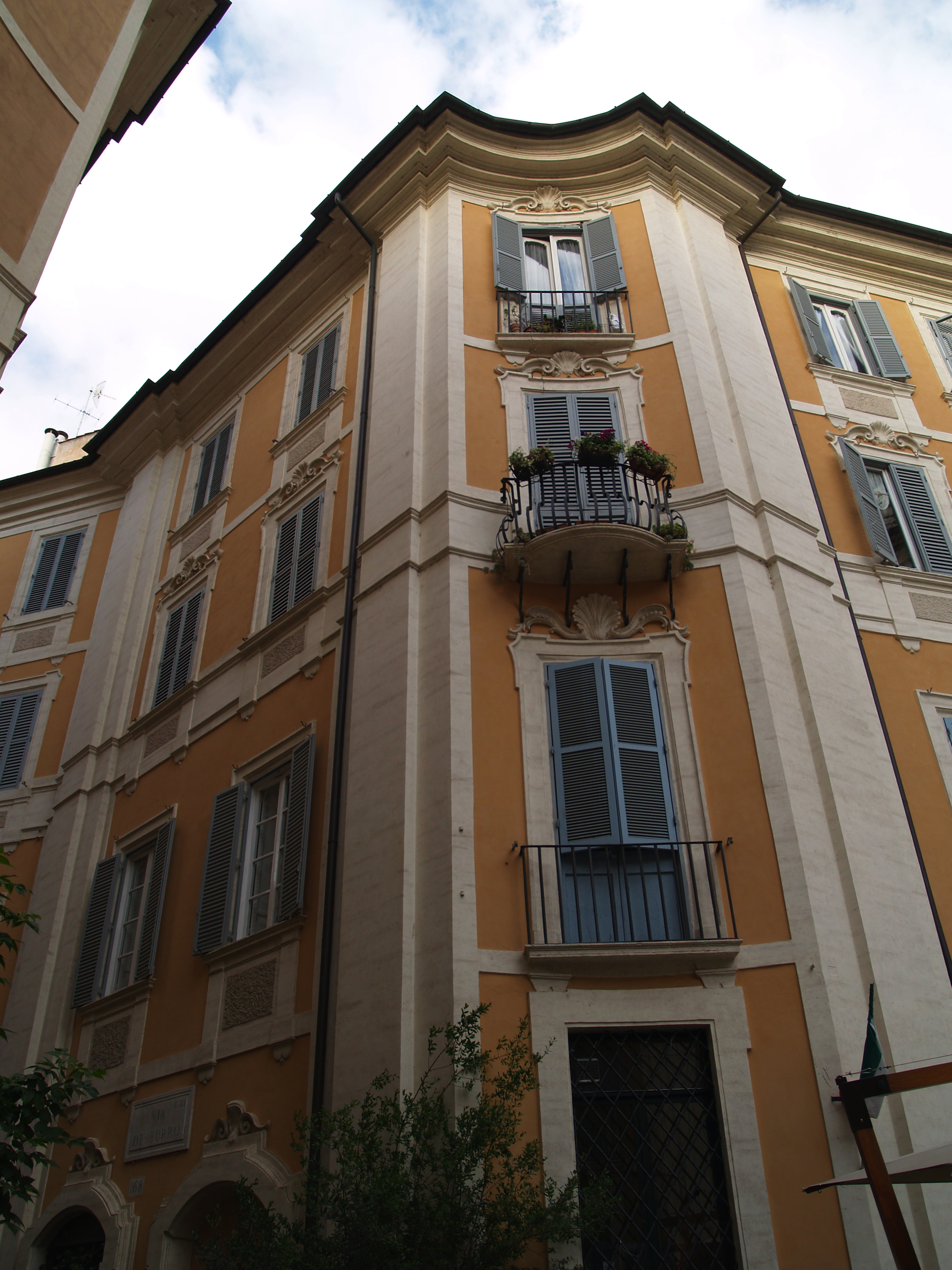
En av byggnaderna vid piazzan.
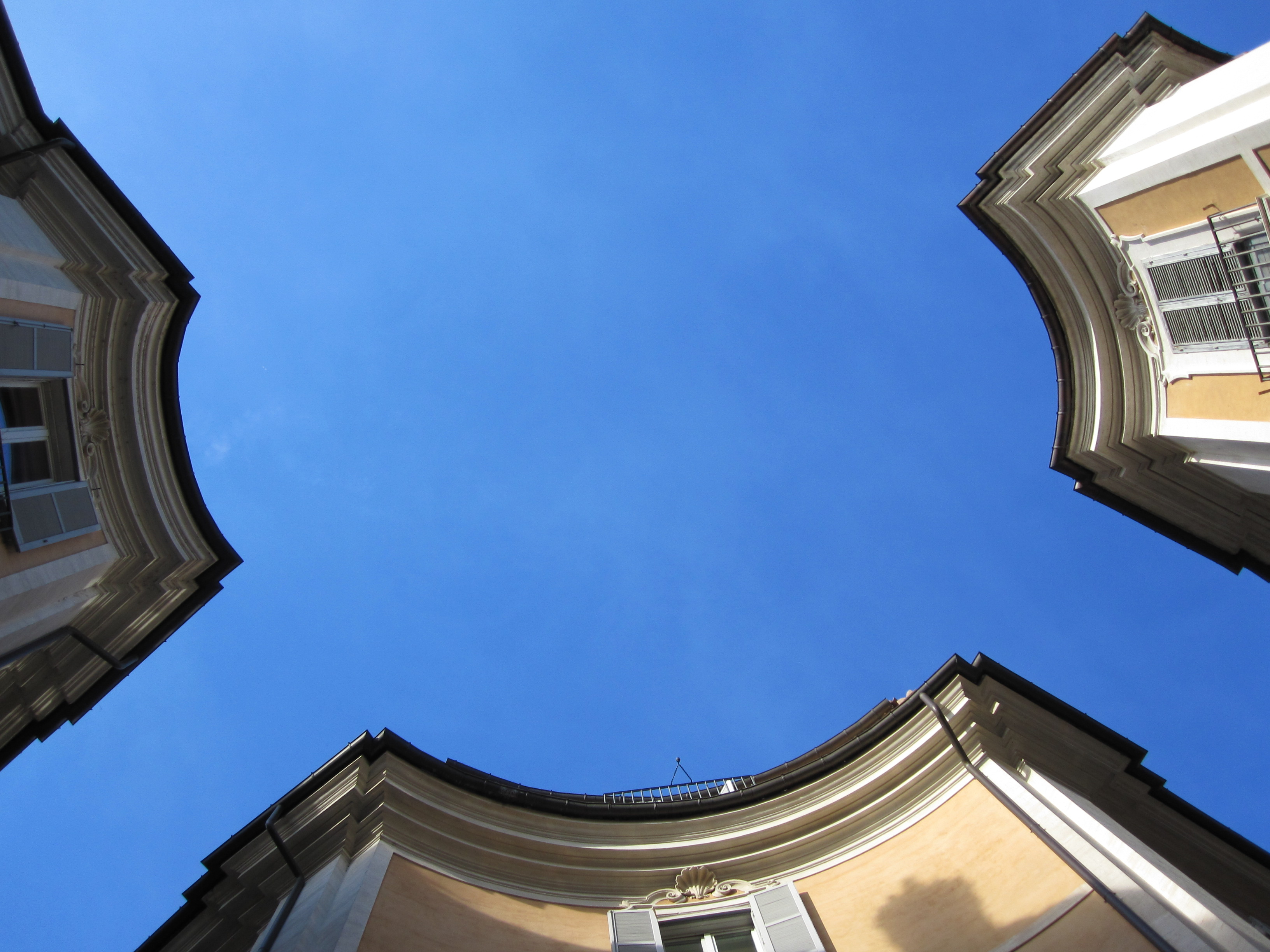
I denna bild blir fasadernas konkavitet särskilt tydlig.
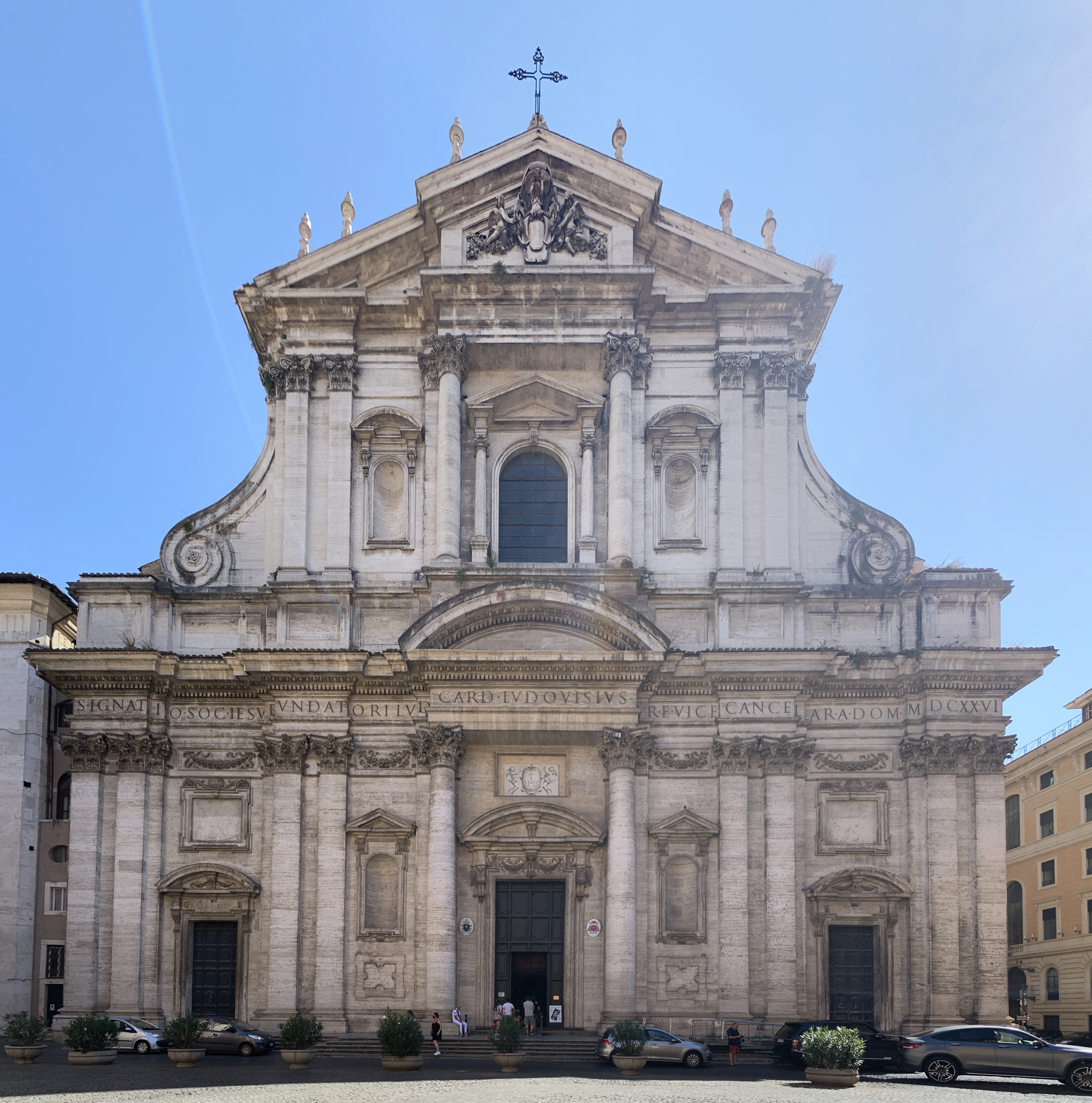
Basilikan Sant'Ignazio.

## Omgivningar
- San Macuto
- Oratorio del Caravita